# Вайнштейн, Арон Исаакович
Арон Исаакович Вайнштейн (23 ноября 1877, Вильно — 12 марта 1938, Москва) — социал-демократ, активный деятель Бунда, советский функционер.

## Биография
Из семьи приказчика. В 1897 году окончил еврейский Учительский институт в Вильно.
С 1892 года член Бунда (псевдоним Рахмиэл). Участвовал в еврейском рабочем движении в Варшаве, Вильно, был редактором изданий Бунда, в том числе газеты «Дер Бунд». В 1901―1921 член ЦК Бунда. В 1907 году делегат V (лондонского) съезда РСДРП и трёх её последующих конференций. С мая 1907 по декабрь 1911 года член ЦК РСДРП от Бунда. В 1914—1917 в ссылке в Сибири.
В апреле 1917 года на 10-й конференции Бунда избран председателем ЦК Бунда, оставался им до 1921 года. Занимал центристскую, затем оборонческую позицию.
9 июня 1917 год на I Всероссийском съезде Советов рабочих и солдатских депутатов по вопросу войны поддержал позицию меньшевиков и эсеров. Споря с Лениным, говорил: 

Товарищ Ленин уверял нас, что лишь только знамя социалистического восстания, а не такое, которое сейчас победило, победно пройдёт по русской земле, как только правительство будет целиком состоять из Советов, то тотчас России прибегут на помощь угнетённые нации и страны… это Турция, это Персия, это Китай, то есть страны с наиболее отсталой социальной структурой, с наибольшими пережитками старых, я скажу, полуварварских времён. Эти-то страны, обещает нам товарищ Ленин, спаять с нами для того, чтобы вместе с ними нести по Европе красное знамя социализма… ничего общего эта концепция… с марксизмом не имеет, но она имеет очень много общего с бакунизмом.
Вайнштейна поддержал Г. В. Плеханов. 10 августа 1917 года на заседании ВЦИК огласил резолюцию, которая была принята: «В Государственном совещании в Москве участвовать», «единственным средством для спасения страны и революции является сплочение всех живых сил России вокруг сильного революционного правительства». 19 августа избран в Президиум объединительного съезда меньшевиков, провозгласившего создание РСДРП (объединённой).
25 сентября избран членом исполкома Петроградского Совета рабочих и солдатских депутатов по списку меньшевиков. 12 октября на закрытом заседании исполкома Петросовета голосовал против создания Военно-революционного комитета, а 25 октября на экстренном заседании Петросовета Вайнштейн,
М. И. Бройдо, М. И. Либер огласили заявление, что фракция меньшевиков «слагает с себя всякую ответственность за гибельные последствия заговора и… заявляет о своём уходе из состава Президиума и исполнительного комитета Совета». 29 октября на переговорах с Викжелем высказался против участия большевиков в «однородном социалистическом правительстве». 3 ноября на соединённом заседании меньшевистской фракции
Временного совета Российской республики, Петроградского совета рабочих и солдатских депутатов и членов ЦК РСДРП(б) заявил, что «к большевикам нужно относиться так же, как и к царизму». 21―23 ноября в Бердичеве на Чрезвычайном съезде представителей армий Юго-Западного фронта участвовал в обсуждении вопроса о власти. В декабре 1917 года открывал 8-й съезд Бунда, где заявил, что Бунд является «решительным противником большевистской диктатуры».
После 1917 года — в Минске, председатель Городской думы. Член редколлегии главной бундовской газеты на идише «Дер Векер» (идиш «דער וועקער»‎, «Будильник»).
В 1920 году вступил в РКП(б), был включен в Центральное бюро КП(б) Белоруссии. После конференции Бунда в 1920 году, возглавил переход большинства членов бунда в РКП(б). был членом Военно-революционного комитета Белоруссии.
В 1921 году — делегат X съезда РКП(б), на котором выступил с речью. После вступления Бунда в РКП(б), член президиума ЦИК и заместитель председателя СНК Белоруссии
В 1921―1922 годах — член ЦБ КП(б) Белоруссии, председатель СНХ Белорусской ССР, заместитель председателя Совета народных комиссаров БССР. 
В 1922―1923 годах — председатель Совета Труда и Обороны Киргизской (Казахской) АССР. 
В 1923―1930 — член коллегии Наркомата финансов СССР. Одновременно — член комитета по землеустройству евреев при ЦИК СССР (КомЗЕТ). 
С 1930 — арбитр Главного арбитража при СНК СССР.
9 февраля 1938 года был арестован по обвинению в принадлежности к антисоветской организации. Скончался в тюрьме (возможно, сумел покончить с собой). В 1956 посмертно реабилитирован. После смерти А. И. Вайнштейна развалилось дело, по которому была арестована группа его товарищей, в том числе Киржниц, Абрам Давидович, отец физика  Давида Абрамовича Киржница). Дело было закрыто в 1940 г.

## Семья
- Первая жена ― Гитта Яковлевна, умерла в 1917 г. в Минске после рождения младшего сына.
  - Сын ― Александр Аронович Вайнштейн (1914―1983), фронтовик ВОВ (дважды ранен в боях на бронепоезде и возвращался на фронт), инженер-строитель.
  - Сын ― Исаак Аронович Вайнштейн (1917―2008), инвалид ВОВ, потерял ноги в боях 1941 г. под Киевом, математик, доцент механико-математического факультета МГУ.
- Вторая жена ― Елена Ефремовна Цирлина.